# زجیسواف کوژنیار
زجیسواف کوژنیار (لهستانی: Zdzisław Kuźniar؛ ‏ تلفظ لهستانی: [ˈzd͡ʑiswaf]؛ ‏ زادهٔ ۲۶ ژوئیهٔ ۱۹۳۱) بازیگر اهل لهستان است. وی دانش‌آموختهٔ آکادمی ملی هنرهای نمایشی آ.س.ت. در کراکوف بود.
از فیلم‌ها یا برنامه‌های تلویزیونی که وی در آن نقش داشته‌است، می‌توان به چگونه جنگ جهانی دوم را آغاز کردم، خبرچینان – پدران و دختران، کونگ-فو، وابانک، کینگ‌سایز، کرانه‌ای دیگر، دست‌نوشته ساراگوسا، سرزمین موعود، خاطرات یک گناهکار، دیروز، جهان به روایت خانواده کیپسکی، در خوشی و سختی، قانون حقیقی و قماری بالاتر از زندگی اشاره کرد.
وی همچنین برندهٔ جوایزی همچون نشان چهلمین سالگرد خلق لهستان شده‌است.